# Fen (groupe)
Pour les articles homonymes, voir Fen.
Fen est un groupe britannique de musique formé en 2006. Leur musique est qualifiée de post-black ou de black metal progressif et atmosphérique, avec des éléments progressifs.
Ils sont originaires de la région des Fens en Est-Anglie et sont distribués par Code666. Leur page Myspace indique qu’ils « entraînent l’auditeur dans un paysage désolé, balayé par le vent et dépourvu d’espoir ».

## Biographie
En 2006, ils enregistrent leur premier EP Ancient Sorrow (sorti sur CD et vinyle).
Le 16 janvier 2009 sort le premier album The Malediction Fields sur le label italien Code666.
Le 11 février 2011 sort le deuxième album Epoch. Il reçoit des critiques positives, notamment dans les magazines Metal Hammer (8/10) et Terrorizer (7,5/10). Cet album mêle des ambiances sombres et des sonorités plus claires.
Fen a joué dans de nombreux festivals et à de nombreuses occasions, notamment au festival Infernal Damnation, au Damnation Festival 2010 (aux côtés notamment de Sabbat et Lawnmower Deth) au festival Aurora Infernalis en 2012 (aux côtés de Primordial) et enchaînant les tournées, nationales et internationales, avec notamment Negura Bunget, Wodensthrone et Agalloch .
Epoch a été publié en coffret et dans une édition limitée (à 799 exemplaires) avec un artbook contenant 40 pages de photographies de paysages qui ont inspiré la musique et deux titres bonus (« The Wind Whispers of Loss » & «…From the Mists »). A Waning Solace de Epoch est présenté dans les 10 hymnes essentiels par le magazine Terrorizer (no 208). Pour cet album, le groupe comprenait les membres originaux The Watcher, Grungyn et Theutus avec Æðelwalh précédemment de Wodensthrone au synthétiseur. Avant Æðelwalh (en 2007), Draugluin accompagne le groupe au synthé. En 2011, ils publient un split avec le groupe suédois De Arma
Le 21 janvier 2013 sort le deuxième album, Dustwalker. Un concert inaugural est donné à Camden le 15 février. La composition du groupe évolue vers un trio composé de The Watcher, Grungyn et du nouveau batteur Derwydd. Pour promouvoir ce nouvel album, Fen a annoncé une tournée européenne de 28 dates aux côtés d’Agalloch, groupe auquel Fen est souvent comparé,. Cet album est plus mélodique et moins sombre que sur les premiers albums, il est moins extrême.
Le 22 novembre 2014 sort le quatrième album, Carrion Skies qui a pu être considéré comme un bon album dans son style, revenant vers un son plus agressif.
En 2017 sort le cinquième album, Winter (disque et vinyle) dont les compositions sont froides et sombres. Après l’enregistrement, Havenless succède à Derwydd à la batterie.
L’album The Dead Light sort le 6 décembre 2019, passant sous le label Prophecy Productions. Le single « Nebula » est diffusé avant la sortie. Cet album est toujours sombre avec des harmonies de chant guttural mais il est moins rugueux et plus progressif.

## Membres du groupe
Membres actuels
- Frank Allain "The Watcher" - voix, guitares, synthétiseurs (2006 – présent)
- Adam Allain "Grungyn" - basse, chœurs, voix (2006 – présent)
- Havenless - batterie (2016 – présent)

Anciens membres
- Theutus - batterie (2006–2012)
- Derwydd - batterie (2012-2016)
- Draugluin - synthés (2006-2011)
- Æðelwalh - synthés (2011–2012)

## Discographie
EP
- Ancient Sorrow (2007)
- Onset of Winter (2008)

Albums studio
Split
- Towards the Shores of the End (Fen / De Arma, 2011)
- Call of Ashes II / Stone and Sea (Fen / Sleepwalker, 2016)

Autres
- Better Undead Than Alive 2 (Compilation, 2009)
- Der Wanderer über dem Nebelmeer (Compilation, 2010)
- Toteninsel (Compilation, 2012)
- Önd - A Tribute (Compilation, 2012)